# Erysichton tasmanicus
Erysichton tasmanicus, även Jameela tasmanicus, är en fjärilsart som beskrevs av William Henry Miskin 1890. Erysichton tasmanicus ingår i släktet Erysichton och familjen juvelvingar. Inga underarter finns listade i Catalogue of Life.